# Turó de Llorita
El Turó de Llorita és una muntanya de 391 metres que es troba al municipi de Dosrius, a la comarca del Maresme.